# The Pieces Don't Fit Anymore
The Pieces Don't Fit Anymore è il terzo singolo del cantautore inglese James Morrison, pubblicato il 18 dicembre 2006. La canzone è inclusa nell'album di debutto del cantautore, Undiscovered, che verrà pubblicato il 31 luglio dello stesso anno.

## Il brano
James Morrison ha dichiarato che il brano è riferito a coloro che si trovano a quel punto di una relazione, nel quale non importa cosa provano, ma sembrano non capire più niente. Il brano è apparso in un episodio della serie tv The O.C..

## Tracklist
2-track single
1. "The Pieces Don't Fit Anymore" - 4:17
2. "Don't Close Your Eyes" - 4:12

## Classifiche
| Classifica (2007) | Posizione più alta |
| ----------------- | ------------------ |
| Paesi Bassi       | 33                 |
| Regno Unito       | 30                 |